# Grimner
Grimner ist eine sechsköpfige schwedische Viking-Metal-Band aus dem östergötländischen Motala. Benannt ist sie nach Odins Verwandlung Grimnir aus dem gleichnamigen Grímnismál.

## Geschichte
Am 9. September 2022 gab Bassist David Fransson über den Facebook-Account der Band bekannt, dass er aus persönlichen Gründen die Band nach 10 Jahren verlasse, um den Fokus auf andere Dinge zu rücken. Es gebe definitiv kein böses Blut zwischen ihm und dem Rest der Band und er wird auch weiterhin in Freundschaft mit Ihnen verbunden bleiben. Die Band fand mit Damien Terry einen Ersatzmann, der auch bei der Death-Metal-Band Envig als Frontmann singt und den Bass spielt.

## Diskografie
- 2010: A Call for Battle (EP, CD, Osignerad)
- 2012: Färd (EP, CD, Eigenvertrieb)
- 2014: Blodshymner (Album, CD, Stygian Crypt Productions; 2x12″-Vinyl, Despotz Records)
- 2015: De kom från norr (EP, CD, Eigenvertrieb)
- 2016: Frost mot eld (Album, CD/2x12″-Vinyl, Despotz Records)
- 2018: Vanadrottning (Album, CD/CD+2x12″-Vinyl/2x12″-Vinyl, Despotz Records)
- 2022: Urfader (Album, CD/CD+2x12″-Vinyl/2x12″-Vinyl, Despotz Records)